# Machaeropterus striolatus
Manaquim-raiado ou tangará-riscado (Machaeropterus striolatus) (tangará-riscado no Brasil, saltarín rayado ocidental, saltarín serrilhado no Equador e no Peru, saltarín estriolado ou saltarín rayado na Venezuela) é uma espécie de ave paseriforme da família Pipridae pertencente ao gênero Machaeropterus. É nativo do norte de América do Sul.

## Distribuição e habitat
Distribui-se desde o noroeste de Venezuela, pela Colômbia e Equador, até o nordeste do Peru e adjacente ao oeste do Brasil, com uma população (aureopectus) no sudeste da Venezuela e oeste da Guyana.
Esta espécie é considerada localmente bastante comum em seu habitat natural: o sotobosque de selvas húmidas de terra firme no oeste da Amazonia e nos contrafuertes de ande-los, até os 1300 m de altitude.

## Sistêmica

### Descrição original
A espécie M. striolatus foi descrita pela primeira vez pelo naturalista francês Charles Lucien Bonaparte em 1838 baixo o nome científico Pipra striolata; a localidade tipo é: baixo rio Javarí, oeste do Brasil.

### Etimología
O nome genérico feminino «Machaeropterus» compõe-se das palavras do grego «μαχαιρα makhaira» que significa ‘faca’, ‘daga’, e «πτερος pteros» que significa ‘de asas’; e o nome da espécie «striolatus», em latim moderno significa ‘finamente listagem’, ‘finamente serrilhado’.

### Taxonomia
Esta espécie foi tratada anteriormente como conespecífica com Machaeropterus regulus, mas difere marcadamente na vocalização e, em menor medida, na plumagem, pelo que foram separadas, seguindo a Snow, 2004b, o que foi seguido pelas principais classificações. Esta separação foi corroborada pelos estudos de Lane et a o. (2017), e aprovada pelo Proposto N° 761 ao Comité de Classificação da América do Sul (SACC).

### Subespecies
Segundo as classificações do Congresso Ornitológico Internacional (IOC) e Clements checklist/eBird, reconhecem-se cinco subespecies, com sua correspondente distribuição geográfica:
- Grupo politípico striolatus:
  - Machaeropterus striolatus zulianus Phelps, Sr & Phelps, Jr, Sr & Phelps, Jr, 1952 - noroeste de Venezuela (Zulia , e noroeste de Barinas ao sul até Táchira).
  - Machaeropterus striolatus obscurostriatus Phelps, Sr & Phelps, Sr & Gilliard, 1941 - oeste de Trujillo e oeste de Mérida, no oeste de Venezuela.
  - Machaeropterus striolatus antioquiae Chapman, 1924 - oeste e centro de Colômbia.
  - Machaeropterus striolatus striolatus (Bonaparte, 1838) - este de Colômbia, este de Equador, nordeste do Peru (ao sul até o norte de Ucayali) e adyacencias do oeste de Brasil (para o este até a região do rio Urucu, no centro de Amazonas).
- Grupo monotípico aureopectus:
  - Machaeropterus striolatus aureopectus Phelps, Sr & Gilliard, 1941 - sudeste de Venezuela e adjacente oeste de Guyana.